# 러브드 원
러브드 원(The Loved One)은 미국에서 제작된 토니 리처드슨 감독의 1965년 영화이다. 로버트 모스 등이 주연으로 출연하였고 존 칼리 등이 제작에 참여하였다.

## 출연

### 주연
- 로버트 모스
- 조나단 윈터스

### 조연
- 안자네트 코머
- 데이나 앤드루스
- 밀튼 버얼
- 제임스 코번
- 존 길구드
- 텁 헌터

## 제작진
- 원작자: 에블린 워
- 협력프로듀서: 닐 하틀리
- 미술: 루벤 터-아루투니언
- 의상: 루벤 터-아루투니언
- 배역: 린 스터마스터